# Michail Petrowitsch Wukalowitsch
Michail Petrowitsch Wukalowitsch (russisch Михаил Петрович Вукалович; * 27. Oktoberjul. / 8. November 1898greg. im Dorf Saltytschija bei Tschernigowka; † 1969 in Moskau) war ein russischer bzw. sowjetischer Physiker und Hochschullehrer.

## Leben
Wukalowitsch studierte an der 1916 gegründeten Universität Nischni Nowgorod in der Mechanik-Fakultät und arbeitete dann als Techniker in der Nischni Nowgoroder Kommunalwirtschaft.
Ab 1929 arbeitete Wukalowitsch beim Moskauer Energieunternehmen Mosenergo. Daneben lehrte er bereits als Aspirant ab 1930 am Moskauer Energetischen Institut (MEI).
Nach der erfolgreichen Verteidigung seiner Dissertation für die Promotion zum Kandidaten der technischen Wissenschaften 1935 arbeitete Wukalowitsch vollständig im MEI. 1938 verteidigte er seine Doktor-Dissertation über technische Thermodynamik mit Erfolg für die Promotion zum Doktor der technischen Wissenschaften. Darauf wurde er zum Professor ernannt und leitete den Lehrstuhl für theoretische Grundlagen der Wärmetechnik des MEI.
Ab 1940 arbeitete Wukalowitsch auch im Energetischen Institut der Akademie der Wissenschaften der UdSSR, wo er 1957 das erste Laboratorium für technische Thermodynamik gründete.
Der Schwerpunkt der Arbeiten Wukalowitschs war die Erstellung von Tabellen mit den Eigenschaften und Zuständen des Wassers und Wasserdampfs in einem weiten Temperatur- und Druck-Bereich, die als Wukalowitsch-Tabellen bekannt wurden. Die Untersuchung der thermodynamischen Prozesse in Energieanlagen führte zur Wukalowitsch-Wasserdampf-Zustandsgleichung. Auch untersuchte er die thermodynamischen Eigenschaften von Kohlendioxid, Quecksilber und flüssigen Halbleitern.
Von Wukalowitschs Lehrstuhl wurden einige Tochterlehrstühle abgeteilt. Insbesondere organisierten Wladimir Kirillin und Alexander Scheindlin den Lehrstuhl für Ingenieurswärmephysik.
Wukalowitsch starb 1969 in Moskau und wurde auf dem Wagankowoer Friedhof begraben.
Der Lehrstuhl für theoretische Grundlagen der Wärmetechnik des MEI wurde nach Wukalowitsch benannt.

## Ehrungen, Preise
- Stalinpreis (1951)[1]
- Leninpreis (1959 mit W. A. Kirillin und A. J. Scheindlin)[1]
- Verdienter Wissenschaftler und Techniker de RSFSR
- Orden des Roten Banners der Arbeit (zweimal)[1]